# محمد شاه (سلطان کداح)
پاکودا سری سلطان محمد شاه ابن المرحوم سلطان معظم شاه (درگذشت – ۲۳ اکتبر ۱۲۳۷) سومین سلطان کداح بود. حکمرانی او از سال ۱۲۰۲ تا ۱۲۳۷ به طول انجامید. اولین سکه طلا که در کداح مورد استفاده قرار گرفت روی دو طرف آن واژه «محمد شاه» (Muhammed Shah) و «السلطان الکداح» (Al-Sultan Al-Kedah) درج شده بود.